# Schootsvel

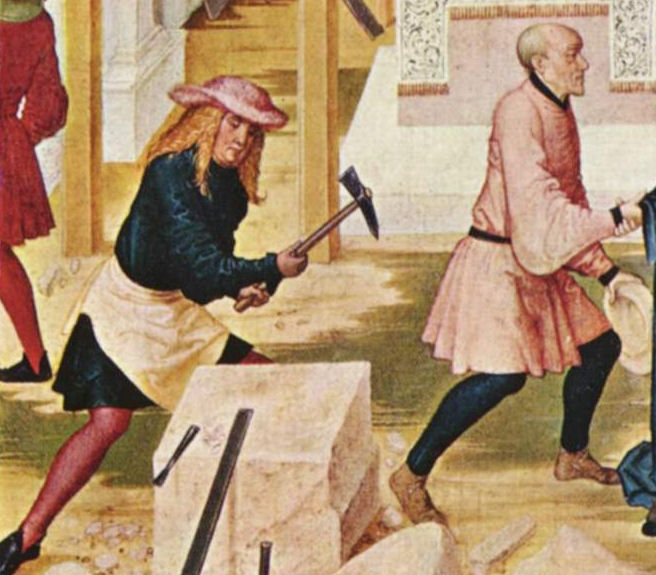
Middeleeuwse steenhouwer met schootsvel

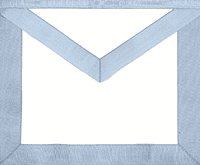
Modern vrijmetselaarsschootsvel

Een schootsvel, voorschoot, boezelaar, stootvel of tablier is een leren vel ter bescherming van het lichaam, de schoot in het bijzonder. Het wordt gebruikt door werklieden, zoals smeden en steenhouwers om de schoot bij de arbeid te beschermen. Bij edelsmeden (goudsmeden en zilversmeden) is het schootsvel onder de opening van de werkbank opgehangen om het vaak kostbare verzaagde of gevijlde edelmetaal op te vangen en te verzamelen. Het vel ligt bij het bewerken over de schoot van de kunstenaar, vandaar de naam in dit geval.

## Ritueel kledingstuk
Vanuit de traditie van die steenhouwers is het schootsvel geëvolueerd tot een ritueel kledingstuk bij de vrijmetselarij. 
In die hoedanigheid is het gemaakt van wit lamsleer. Het verwijst naar de bereidheid tot noeste arbeid in dienst van de Meester en is het een van de kentekenen van de onschuld. Vaak is het rijkelijk gedecoreerd.
De grootste collectie schootsvellen van Nederland bevindt zich in het Cultureel Maçonniek Centrum 'Prins Frederik'.